# Cremonini 2C2C - The Best Of
| Recensione | Giudizio |
| ---------- | -------- |
| Newsic     |          |
| Rockol     |          |

Cremonini 2C2C The Best of è una raccolta del cantautore italiano Cesare Cremonini, pubblicato il 29 novembre 2019. È stato anticipato dal singolo Al telefono uscito il 15 novembre dello stesso anno.
Comprende un cofanetto contenente 6 CD, il primo di inediti, il secondo e il terzo raccolgono i migliori successi dei vent'anni della carriera del cantautore, il quarto contiene le versioni Piano e Voce (in studio e dal vivo) di 17 canzoni, il quinto contiene le "rarità" ossia le versioni originali e gli Home recording mai pubblicate di 18 canzoni, e l'ultimo 15 brani strumentali.

## Tracce

### CD1 – Canzoni inedite
1. Se un giorno ti svegli felice – 5:53
2. Al telefono – 4:47
3. Giovane stupida – 3:50
4. Ciao – 4:08
5. Amici amici – 3:42
6. How Dare You? – 5:22

Durata totale: 27:42

### CD2 – Best of
1. Poetica – 4:51
2. Nessuno vuole essere Robin – 4:43
3. Logico #1 (Rimasterizzata 2019) – 4:43
4. La nuova stella di Broadway (Rimasterizzata 2019) – 4:28
5. Il comico (sai che risate) (Rimasterizzata 2019) – 4:19
6. Mondo (feat. Jovanotti) (Rimasterizzata 2019) – 4:47
7. Buon viaggio (Share the Love) (Rimasterizzata 2019) – 3:28
8. GreyGoose (Rimasterizzata 2019) – 3:38
9. Lost in the Weekend (Rimasterizzata 2019) – 3:56
10. Hello! – 4:05
11. I Love You (Rimasterizzata 2019) – 4:49
12. Kashmir-Kashmir – 4:10
13. Io e Anna (Rimasterizzata 2019) – 4:15
14. Una come te (Rimasterizzata 2019) – 4:18
15. Possibili scenari – 5:09

Durata totale: 65:39

### CD3 – Best of
1. Marmellata #25 (Rimasterizzata 2019) – 4:41
2. Le sei e ventisei (Rimasterizzata 2019) – 4:42
3. Maggese (Rimasterizzata 2019) – 4:54
4. Dicono di me (Rimasterizzata 2019) – 3:51
5. PadreMadre (Rimasterizzata 2019) – 4:35
6. Le tue parole fanno male (Rimasterizzata 2019) – 3:51
7. Vieni a vedere perché (Rimasterizzata 2019) – 4:14
8. Figlio di un re (Rimasterizzata 2019) – 6:47
9. Sardegna (Rimasterizzata 2019) – 3:47
10. Gli uomini e le donne sono uguali (Rimasterizzata 2019) – 4:12
11. Latin Lover (Rimasterizzata 2019) – 3:57
12. Il pagliaccio (Rimasterizzata 2019) – 5:19
13. Gongi-Boy (Rimasterizzata 2019) – 4:03
14. Resta con me (Versione 2001 – Rimasterizzata 2019) – 4:15
15. Qualcosa di grande (Rimasterizzata 2019) – 4:33
16. Un giorno migliore (Rimasterizzata 2019) – 4:11
17. 50 Special (Rimasterizzata 2019) – 3:26

Durata totale: 75:18

### CD4 – Piano e Voce
1. Vieni a vedere perché (Live una notte a San Siro, 2018) – 4:32
2. L'anno che verrà (Live Stadio dall'Ara, 2018) – 4:59
3. Nessuno vuole essere Robin (Per pianoforte e voce) – 4:40
4. Una come te (Live Torino, 2014 – Rimasterizzata 2019) – 4:55
5. Figlio di un re (Live Torino, 2014 – Rimasterizzata 2019) – 5:17
6. Kashmir-Kashmir (Per pianoforte e voce) – 2:18
7. Believe In Love (Live una notte al piano Taormina, 2013) – 3:54
8. Logico #1 (Live Roma, 2015) – 4:23
9. Al tuo matrimonio (Per pianoforte e voce) – 4:17
10. Poetica (Per pianoforte e voce) – 4:00
11. Mondo (Live una notte al piano Taormina, 2013) – 4:57
12. Walter ogni sabato è in trip (Live una notte al piano Taormina, 2013) – 5:03
13. Due stelle in cielo (Live una notte al piano Taormina, 2013) – 4:44
14. Possibili scenari (Per pianoforte e voce) – 3:20
15. Un uomo nuovo (Per pianoforte e voce) – 5:07
16. Amor mio (Live una notte al piano Taormina, 2013) – 3:41

Durata totale: 70:07

### CD5 – Rarità
1. GreyGoose (Original Demo Recording) – 3:11
2. Marmellata #25 (Original Home Recording) – 3:55
3. Dev'essere così (Alternative Version London 2005) – 3:24
4. Silent Hill (Alternative Demo) – 4:14
5. Il pagliaccio (Alternative Version London 2005) – 5:06
6. Nessuno vuole essere Robin (Alternative Strings Demo) – 4:35
7. Le tue parole fanno male (Original Home Recording) – 3:28
8. Dev'essere così (Original Home Recording) – 3:21
9. Sardegna (Original Home Recording) – 3:41
10. Mondo (Original Demo) – 4:04
11. La nuova stella di Broadway (Original Demo) – 4:39
12. La ricetta (... per curare un uomo solo) (Alternative Version London 2005) – 3:23
13. La valle dei re (Maggese Session London 2005) – 5:25
14. Piazza Santo Stefano (Maggese Session London 2005) – 3:43
15. Poetica (Original Demo) – 4:43
16. Se c'era una volta l'amore (ho dovuto ammazzarlo) (Alternative Version London 2005) – 5:50
17. Quando sarò miliardario (Original Demo) – 3:53
18. Sardegna (Alternative Demo) – 3:38

Durata totale: 74:13

### CD6 – Strumentali
1. Cercando Camilla (Instrumental – Rimasterizzata 2019) – 3:43
2. Mastergroove Six (Instrumental – Rimasterizzata 2019) – 10:43
3. Gli uomini e le donne sono tranquilli (Instrumental – Rimasterizzata 2019) – 4:05
4. Marmellata #25 (Smooth – Rimasterizzata 2019) – 4:31
5. Peggy's Blues (Instrumental – Rimasterizzata 2019) – 3:54
6. Rue de Rivoli (Instrumental – Rimasterizzata 2019) – 6:14
7. Shaker (Instrumental – Rimasterizzata 2019) – 8:25
8. St. Peter Castle (Live With The Telefilmonic Orchestra – Rimasterizzata 2019) – 7:14
9. BanjoBallo #1 (balle di fieno nella città degli stolti) (Instrumental – Rimasterizzata 2019) – 3:15
10. Verrei (Instrumental – Rimasterizzata 2019) – 3:13
11. 50 cieli (Instrumental – Rimasterizzata 2019) – 4:28
12. Bagùs (Instrumental – Rimasterizzata 2019) – 5:50
13. Linda & Moreno, Pt. I (Instrumental – Rimasterizzata 2019) – 3:18
14. Linda & Moreno, Pt. II (Instrumental – Rimasterizzata 2019) – 5:13
15. Linda & Moreno, Pt. III (Instrumental – Rimasterizzata 2019) – 1:28

Durata totale: 75:34

## Classifiche

### Classifiche settimanali
| Classifica (2019) | Posizione massima |
| ----------------- | ----------------- |
| Italia            | 1                 |

### Classifiche di fine anno
| Classifica (2019) | Posizione |
| ----------------- | --------- |
| Italia            | 33        |
| Classifica (2020) | Posizione |
| Italia            | 80        |